# Danh sách tập phim Dã ngoại thảnh thơi
Dã ngoại thảnh thơi, là một loạt anime truyền hình dựa trên manga cùng tên của Afro. Phim kể về Shima Rin trong chuyến cắm trại một mình, cô đã gặp Kagamihara Nadeshiko và được cô truyền cảm hứng để tận hưởng cắm trại. Bộ phim phát sóng 25 tập trong hai mùa. Mùa đầu tiên phát sóng trên AT-X và Tokyo MX từ ngày 4 tháng 1 đến ngày 22 tháng 3 năm 2018, với tổng cộng 12 tập. Mùa thứ hai phát hành trên AT-X, Tokyo MX, BS11, Sun TV và KBS Kyoto từ ngày 7 tháng 1 đến ngày 1 tháng 4 năm 2021, trong tỏng số 13 tập. Cả 2 mùa đề có sẵn đối với Blu-ray và DVD, cũng nhứ các dịch vụ phát trực tuyến. Mùa thứ ba dự kiến sẽ phát sóng vào tháng 4 năm 2024.

## Tổng quan
| Mùa | Mùa | Số tập | Số tập | Phát sóng gốc      | Phát sóng gốc       | Phát sóng gốc |
| Mùa | Mùa | Số tập | Số tập | Phát sóng lần đầu  | Phát sóng lần cuối  | Network       |
| --- | --- | ------ | ------ | ------------------ | ------------------- | ------------- |
|     | 1   | 12     | 12     | 4 tháng 1 năm 2018 | 22 tháng 3 năm 2018 | AT-X          |
|     | 2   | 13     | 13     | 7 tháng 1 năm 2021 | 1 tháng 4 năm 2021  | AT-X          |
|     | 3   | 12     | 12     | 4 tháng 4 năm 2024 | 20 tháng 6 năm 2024 | AT-X          |

## Danh sách tập phim

### Mùa 1 (2018)
| TT. | Tiêu đề | Đạo diễn          | Biên kịch   | Ngày phát hành gốc  |
| --- | --- | ----------------- | ----------- | ------------------- |
| 1   | "Mount Fuji and Curry Noodles" Chuyển ngữ: "Fuji-san to Karēmen" (tiếng Nhật: ふじさんとカレーめん)                                             | Yoshiaki Kyogoku  | Tanaka Jin  | 4 tháng 1 năm 2018  |
| 2   | "Welcome to the Outdoor Activities Club!" Chuyển ngữ: "Yōkoso Nokuru e" (tiếng Nhật: ようこそ 野クルへ)                                         | Shingo Kaneko     | Tanaka Jin  | 11 tháng 1 năm 2018 |
| 3   | "Mount Fuji and Relaxed Hot Pot Camp" Chuyển ngữ: "Fuji-san to Mattari Onabe Kyanpu" (tiếng Nhật: ふじさんとまったりお鍋キャンプ)               | Tarō Iwasaki      | Tanaka Jin  | 18 tháng 1 năm 2018 |
| 4   | "The Outdoor Activities Club and the Solo Camping Girl" Chuyển ngữ: "Nokuru to Soro Kyan Gāru" (tiếng Nhật: 野クルとソロキャンガール)           | Makoto Sokuza     | Mutsumi Ito | 25 tháng 1 năm 2018 |
| 5   | "Two Camps, Two Campers' Views" Chuyển ngữ: "Futatsu no Kyanpu, Futari no Keshiki" (tiếng Nhật: 二つのキャンプ、二人の景色)                     | Nobuharu Kamanaka | Mutsumi Ito | 1 tháng 2 năm 2018  |
| 6   | "Meat and Fall Colors and the Mystery Lake" Chuyển ngữ: "Oniku to Kōyō to Nazo no Mizūmi" (tiếng Nhật: お肉と紅葉と謎の湖)                      | Norihiko Nagahama | Tanaka Jin  | 8 tháng 2 năm 2018  |
| 7   | "A Night on the Lake Shore and Campers" Chuyển ngữ: "Kohan no Yoru to Kyanpu no Hitobito" (tiếng Nhật: 湖畔の夜とキャンプの人々)                | Yuta Yamazaki     | Tanaka Jin  | 15 tháng 2 năm 2018 |
| 8   | "Exams, Caribou, Steamed Buns, Yum!" Chuyển ngữ: "Tesuto, Karibū, Manjū Umai" (tiếng Nhật: テスト、カリブー、まんじゅううまい)                  | Kaoru Yabana      | Mutsumi Ito | 22 tháng 2 năm 2018 |
| 9   | "A Night of Navigator Nadeshiko and Hot Spring Steam" Chuyển ngữ: "Nadeshiko Nabi to Yukemuri no Yoru" (tiếng Nhật: なでしこナビと湯けむりの夜) | Norihiko Nagahama | Tanaka Jin  | 1 tháng 3 năm 2018  |
| 10  | "Clumsy Travelers and Camp Meetings" Chuyển ngữ: "Tabi Heta-san to Kyanpu Kaigi" (tiếng Nhật: 旅下手さんとキャンプ会議)                         | Yuta Yamazaki     | Mutsumi Ito | 8 tháng 3 năm 2018  |
| 11  | "Christmas Camp!" Chuyển ngữ: "Kuri Kyan!" (tiếng Nhật: クリキャン！)                                                                           | Yayoi Takano      | Tanaka Jin  | 15 tháng 3 năm 2018 |
| 12  | "Mount Fuji and the Laid-Back Camp Girls" Chuyển ngữ: "Fuji-san to Yuru Kyan Gāru" (tiếng Nhật: ふじさんとゆるキャンガール)                     | Yoshiaki Kyogoku  | Tanaka Jin  | 22 tháng 3 năm 2018 |

### Mùa 2 (2021)
| TT | TT. trong loạt phim | Tiêu đề | Đạo diễn                           | Biên kịch   | Ngày phát hành gốc  |
| -- | ------------------- | --- | ---------------------------------- | ----------- | ------------------- |
| 1  | 13                  | "Curry Noodles Are the Best Travel Companion" Chuyển ngữ: "Tabi no Otomoni Karēmen" (tiếng Nhật: 旅のおともにカレーめん)                          | Yoshiaki Kyogoku                   | Tanaka Jin  | 7 tháng 1 năm 2021  |
| 2  | 14                  | "New Year's Solo Camper Girl" Chuyển ngữ: "Ōmisoka no Soro Kyan Gāru" (tiếng Nhật: 大晦日のソロキャンガール)                                      | Shingo Kaneko                      | Tanaka Jin  | 14 tháng 1 năm 2021 |
| 3  | 15                  | "Surprise Camping and Some Deep Thoughts" Chuyển ngữ: "Tanabota Kyanpu to Aratamete Omotta Koto" (tiếng Nhật: たなぼたキャンプと改めて思ったこと) | Tarō Iwasaki                       | Tanaka Jin  | 21 tháng 1 năm 2021 |
| 4  | 16                  | "What Are You Buying With Your Temp Job Money?" Chuyển ngữ: "Baito no Okane de Nani o Kau?" (tiếng Nhật: バイトのお金で何を買う？)                | Kaoru Suzuki                       | Tanaka Jin  | 28 tháng 1 năm 2021 |
| 5  | 17                  | "Caribou-kun and Lake Yamanaka" Chuyển ngữ: "Karibū-kun to Yamanakako" (tiếng Nhật: カリブーくんと山中湖)                                         | Masato Jinbo                       | Mutsumi Itō | 4 tháng 2 năm 2021  |
| 6  | 18                  | "Cape Ohmama in Winter" Chuyển ngữ: "Ōmama Misaki no Fuyu" (tiếng Nhật: 大間々岬の冬)                                                             | Norihiko Nagahama                  | Mutsumi Itō | 11 tháng 2 năm 2021 |
| 7  | 19                  | "Nadeshiko's Solo Camp Planning" Chuyển ngữ: "Nadeshiko no Soro Kyan Keikaku" (tiếng Nhật: なでしこのソロキャン計画)                              | Kaoru Suzuki                       | Tanaka Jin  | 18 tháng 2 năm 2021 |
| 8  | 20                  | "Camping Alone" Chuyển ngữ: "Hitori no Kyanpu" (tiếng Nhật: ひとりのキャンプ)                                                                     | Kagetsu Aizawa                     | Tanaka Jin  | 25 tháng 2 năm 2021 |
| 9  | 21                  | "Winter's End and the Day of Departure" Chuyển ngữ: "Fuyu no Owari to Shuppatsu no Hi" (tiếng Nhật: 冬の終わりと出発の日)                         | Norihiko Nagahama                  | Tanaka Jin  | 4 tháng 3 năm 2021  |
| 10 | 22                  | "The Izu Camp Trip Begins!" Chuyển ngữ: "Izu Kyan! Hajimari" (tiếng Nhật: 伊豆キャン！ はじまり)                                                  | Tarō Iwasaki                       | Mutsumi Itō | 11 tháng 3 năm 2021 |
| 11 | 23                  | "Izu Camping!! On the Way" Chuyển ngữ: "Izu Kyan!! Michiyuki" (tiếng Nhật: 伊豆キャン!! みちゆき)                                                 | Yayoi Takano                       | Mutsumi Itō | 18 tháng 3 năm 2021 |
| 12 | 24                  | "Izu Camping!!! Birthdays!" Chuyển ngữ: "Izu Kyan!!! Bāsudē!" (tiếng Nhật: 伊豆キャン!!! バースデー！)                                            | Shingo Kaneko                      | Tanaka Jin  | 25 tháng 3 năm 2021 |
| 13 | 25                  | "I'm Home" Chuyển ngữ: "Tadaima" (tiếng Nhật: ただいま)                                                                                           | Kagetoshi Asano & Yoshiaki Kyogoku | Tanaka Jin  | 1 tháng 4 năm 2021  |

### Mùa 3 (2024–nay)
| TT | TT. trong loạt phim | Tiêu đề                                                                                  | Đạo diễn    | Biên kịch        | Ngày phát hành gốc |
| -- | ------------------- | ---------------------------------------------------------------------------------------- | ----------- | ---------------- | ------------------ |
| 1  | 26                  | "Lần sau đi đâu tiếp nhỉ?" Chuyển ngữ: "Ji, Doko Ikou Ka" (tiếng Nhật: 次、どこ行こうか) | Tosaka Shin | Sugiura Masafumi | 4 tháng 4 năm 2024 |